# Zygaena sarpedon
Zygaena sarpedon is een vlinder uit de familie bloeddrupjes (Zygaenidae). De wetenschappelijke naam is voor het eerst geldig gepubliceerd in 1790 door Hübner.
De soort komt voor in Europa.